# Varberg
Varberg (alte Schreibweise: Warberg) ist eine Stadt in der schwedischen Provinz Hallands län und der Landschaft Halland. Varberg, gelegen am Kattegat, ist der Hauptort der Gemeinde Varberg.

## Beschreibung
Zur Herkunft des Namens Varberg gibt es mehrere Theorien. So soll Varberg („Wehrberg“) im 14. Jahrhundert als Reverenz an die Stadtbefestigungen entstanden sein. Ebenfalls wird auf vaktberg verwiesen, sowie vårdkaseberg, was „Signalfeuer am feuchten Berg“ bedeutet. Ursprünglich hieß die Siedlung Getakär und wurde als solche erstmals 1343 schriftlich erwähnt.
In der Stadt Varberg leben über 34.000 Einwohner (Stand 2015). Der Ort ist nicht übermäßig vom Tourismus geprägt, obwohl durch die attraktive Lage der Stadt mit schönen Sandstränden und zahlreichen Sehenswürdigkeiten, wie z. B. die Festung und die Heilquelle Svartekällan, jährlich viele Touristen angezogen werden.
In Varberg steht die Varbergs Fästning. Die Festung wurde im 13. Jahrhundert erbaut. Ab Mitte des 17. Jahrhunderts diente die Festung als Gefängnis. 1931 wurde der letzte Gefangene entlassen. Den Kern bildet ein im 13. Jahrhundert gebautes Schloss. Heute befindet sich im Schloss das Hallands Kulturhistoriska Museum mit einer Moorleiche aus dem 14. Jahrhundert (Bockstensmann).
10 km östlich der Stadt liegt das Gräberfeld am Högaberg.

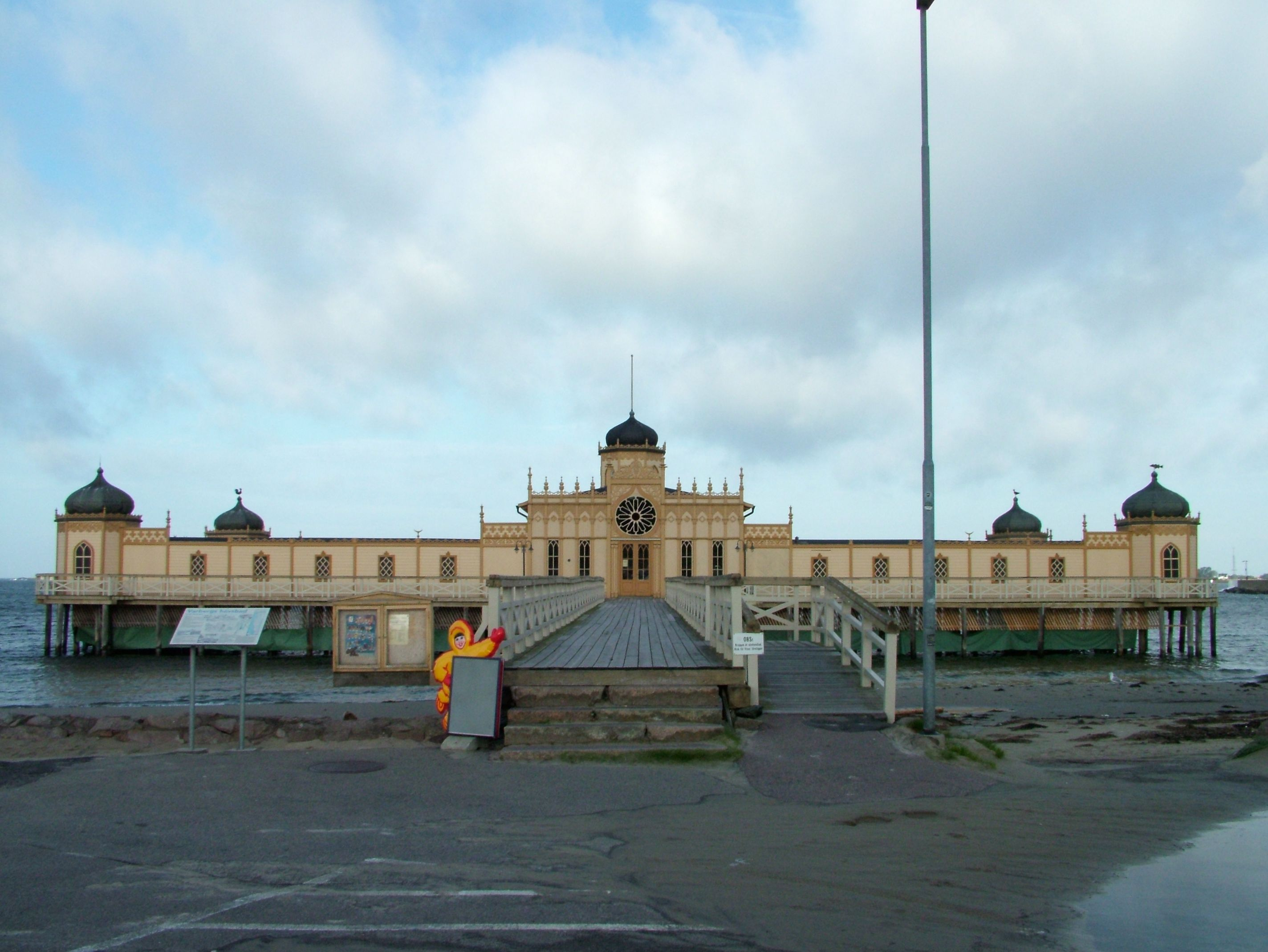
Varbergs Kallbadhus (Kaltbadehaus)
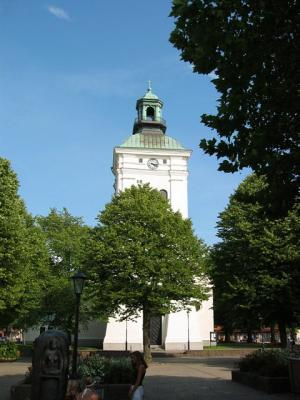
Kirche von Varberg
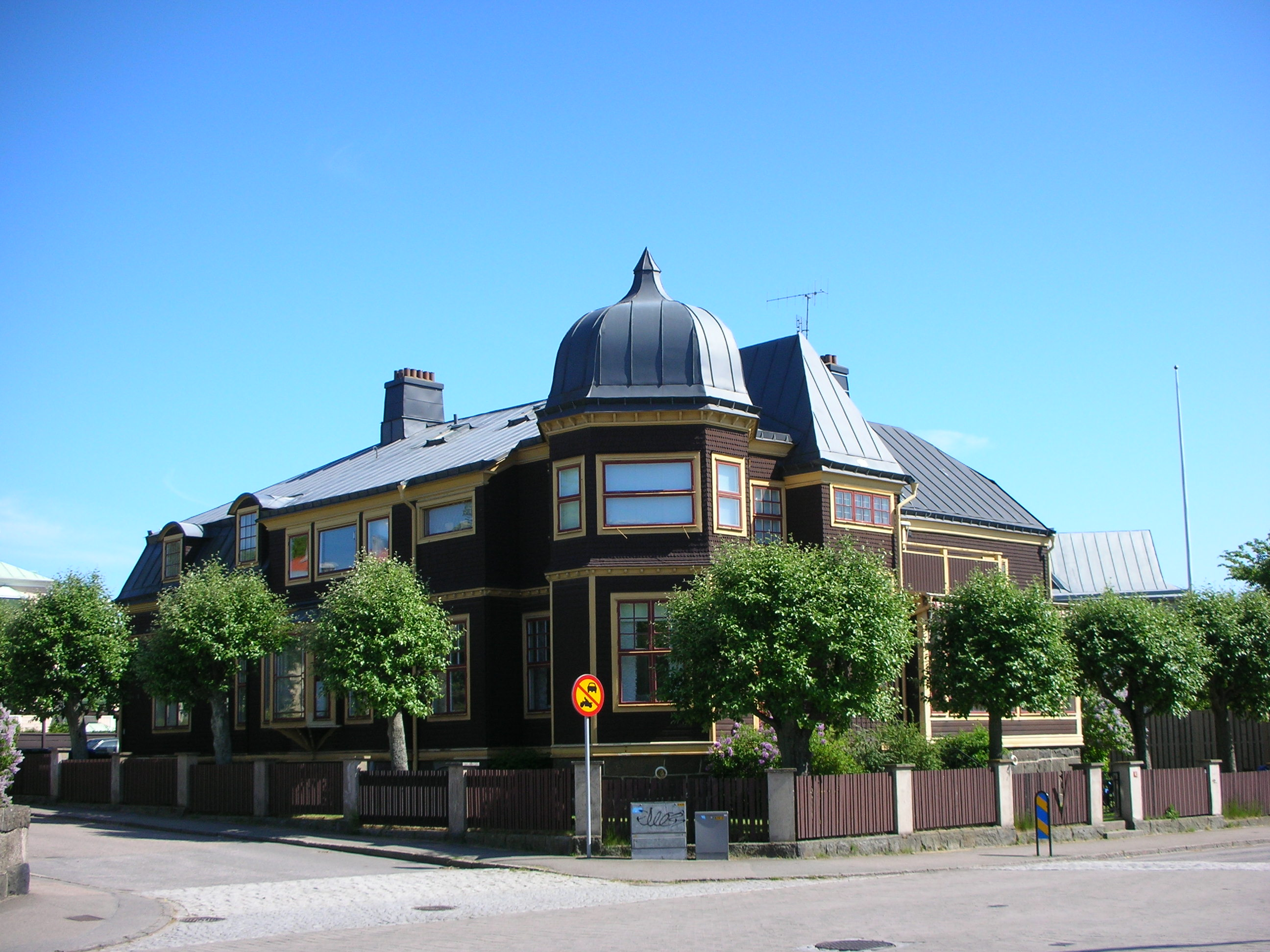
Heijlska Villa
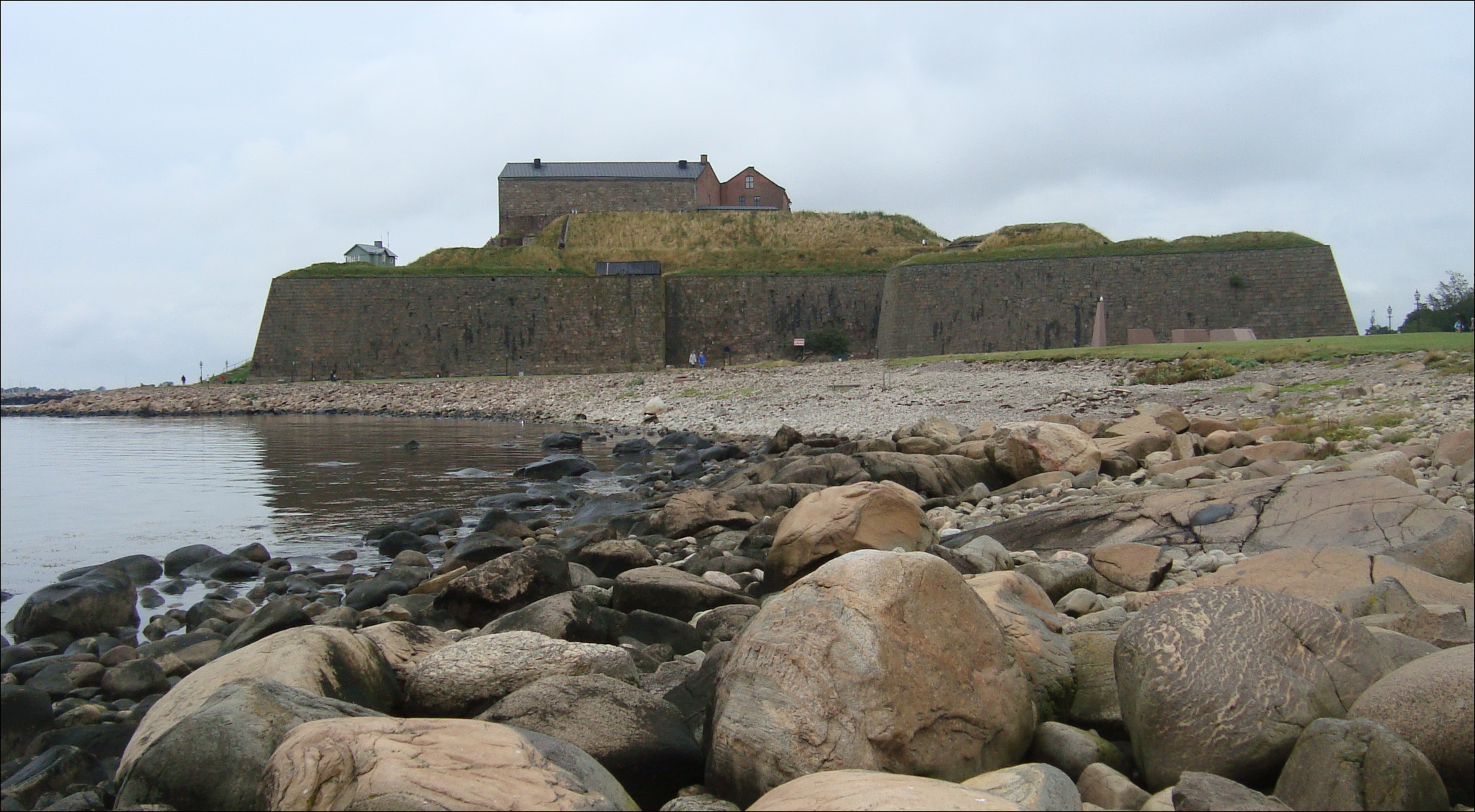
Festung von Süden

## Verkehr
Varberg ist mit Göteborg und Lund durch die Eisenbahnstrecke Västkustbanan verbunden, durch die Viskadalsbanan mit Borås und durch den Öresundzug mit Kopenhagen und Göteborg. Die eingleisige Bahnstrecke verlief oberirdisch und mit mehreren schienengleichen Bahnübergängen zwischen Stadt und Meer. Sie wurde durch einen zweispurigen Tunnel ersetzt, der unter dem Ort hindurch verläuft. Mit dessen Bau wurde 2019 begonnen, eingeweiht wurde er im Juli 2025.
Ein kleiner Flugplatz liegt 4 km nordwestlich der Ortschaft. Von Varberg gibt es eine Flugverbindung nach Anholt. Bis Anfang 2020 bestand eine Fährverbindung nach Grenaa in Dänemark.

## Geologie

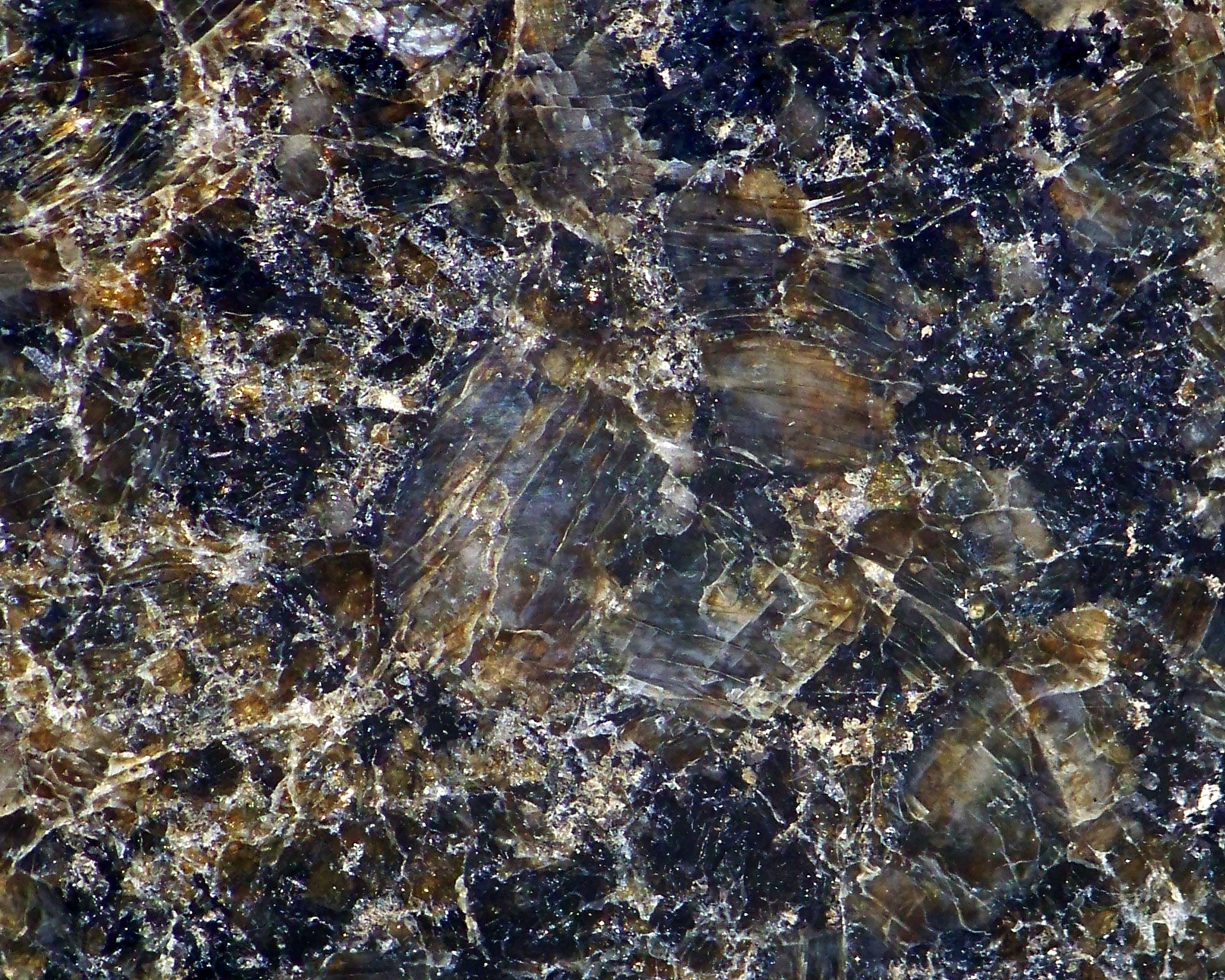
Der Charnockit von Varberg

Bei Varberg gibt es ein Vorkommen von Charnockit. Diese Lagerstätte stand seit dem 19. Jahrhundert in Abbau. Das dunkelgrüne Gestein hat wegen seines attraktiven Aussehens in der Grabmalfertigung Verwendung gefunden.

## Persönlichkeiten
- Otto Martin Torell (1828–1900), Geologe, Zoologe, Glaziologe und Polarforscher
- Anders Bernhard Hay (1835–1917), Industrieller, Betriebsleiter der Zündholzfabrik in Jönköping
- Anders Larsson (1892–1945), Ringer
- Vera Schmiterlöw (1904–1987), Schauspielerin
- Kate Jobson (* 1937), Schwimmerin
- Ann-Christin Hellman (* 1955), Tischtennisspielerin
- Ulrik Svensson (* 1961), Manager, ehem. CFO der Deutschen Lufthansa AG
- Sven Nylander (* 1962), Leichtathlet und Olympiateilnehmer
- Erika Holst (* 1979), Eishockeyspielerin
- Dafina Zeqiri (* 1989), albanische Sängerin
- Albin Lagergren (* 1992), Handballspieler
- Niclas Eliasson (* 1995), Fußballspieler
- Carl Martin Erik „Rekkles“ Larsson (* 1996), E-Sportler